# Mathiss

Mathiss - Hallwylska museet

En mathiss är en mindre hiss, som är till för att frakta föremål och inte människor. Mathissar i moderna byggnader, både kommersiella, offentliga och privata byggnader, leder oftast mellan olika våningar. I restauranger, skolor, förskolor, sjukhus, äldreboenden och även privathem, leder den vanligtvis till köket.